# Rhaphoxya laubenfelsi
Rhaphoxya laubenfelsi är en svampdjursart som beskrevs av Dickinson 1945. Rhaphoxya laubenfelsi ingår i släktet Rhaphoxya och familjen Dictyonellidae. Inga underarter finns listade i Catalogue of Life.